# Hogna kankunda
Hogna kankunda là một loài nhện trong họ Lycosidae.
Loài này thuộc chi Hogna. Hogna kankunda được Carl Friedrich Roewer miêu tả năm 1959.